# Dom von Bergamo

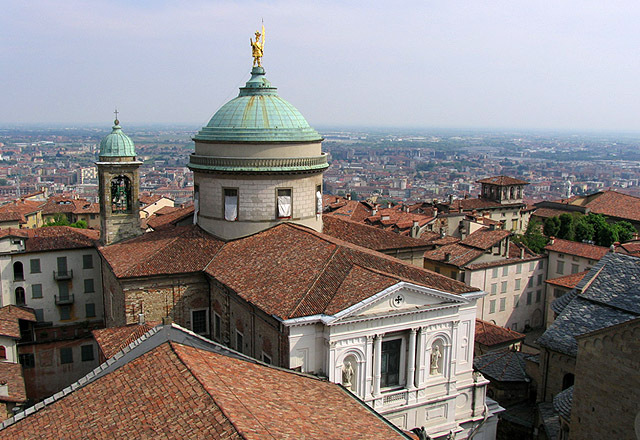
Kathedrale von Bergamo

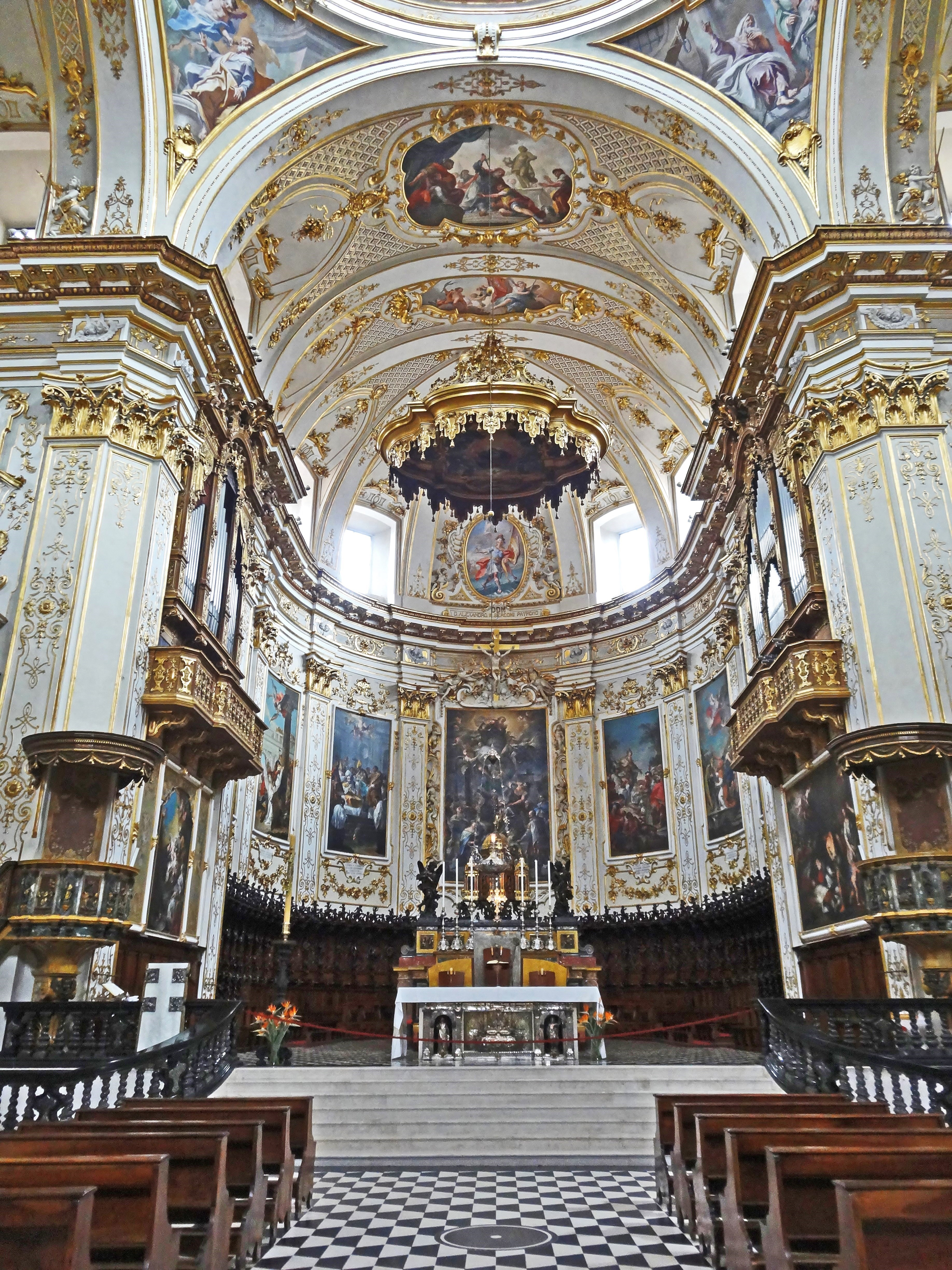
Der Chor des Domes

Der Dom von Bergamo oder die Kathedrale St. Alexander (italienisch Cattedrale di San Alessandro) ist eine Kirche in der lombardischen Stadt Bergamo. Die Kathedrale des gleichnamigen Bistums ist dem hl. Alexander von Bergamo als Stadtpatron gewidmet. Sie wurde 1940 zum Nationaldenkmal ernannt und 1998 zur Basilica minor erhoben.

## Geschichte

### Vorgeschichte
Nach Ausgrabungen zu Beginn des 21. Jahrhunderts stammen die ältesten Kirchenbauwerke am Ort der heutigen Kathedrale aus dem 5. Jahrhundert, die weiteren folgen in den darüber liegenden Siedlungsschichten. Die mit dem Bergbau in die Region gekommenen christlichen Sklaven ließen sich nach ihrer Freilassung unter anderem im heutigen Bergamo nieder. Deren arme Gemeinden wählten mit St. Vinzenz von Valencia einen Märtyrer als Schutzpatron ihres Diakonats, auch die erste Kathedrale wurde ihm gewidmet. Das vorromanische Bauwerk besaß drei Kirchenschiffe auf einer Breite von 25 Metern und Länge von 45 Metern, entsprechend der heutigen Kirche. Die älteste Erwähnung in einem Dokument stammt von 690.

### Heutige Kathedrale
Mitte des 15. Jahrhunderts beschloss Bischof Giovanni Barozzi den Neubau der Kathedrale auf den alten Grundmauern. Er beauftragte dazu den Florentiner Architekten Filarete mit dem Bau der nunmehr einschiffigen Kirche auf dem Grundriss eines lateinischen Kreuzes. Die Grundsteinlegung erfolgte 1459, 1467 konnte die erste Seitenkapelle auf der linken Seite fertiggestellt werden. Doch nach der Berufung Barozzis zum Patriarchen von Venedig und seines baldigen Todes 1466 sowie des Todes Filartes 1469 kam es zu einer langen Unterbrechung des Baus. 1611 wurde der Architekt Vincenzo Scamozzi wieder mit Arbeiten betraut, doch erst 1689 wurden die vorhandenen Gebäudeteile von Carlo Fontana renoviert, der die Kuppel anhob, die Apsis verlängerte und schließlich 1693 die Arbeiten beendete.
Zwischenzeitlich war die nahe Kathedrale St. Alexander 1561 für den Bau der venezianischen Stadtmauer abgerissen worden, die Gebeine des hl. Alexander wurden nach St. Vinzenz überführt und die beiden Kapitel zusammengelegt. Die Kirche wurde 1704 mit der Überführung der Reliquien des Stadtpatrons und anderer Heiliger aus Bergamo St. Alexander geweiht. Die Seitenkapelle des Chors wurde St. Vinzenz gewidmet, sie stammt von Bartolomeo Manni mit dem Altarbild von Carlo Ceresa. Das Kathedralmuseum ermöglicht die Besichtigung der Überreste der Urkirche und ihrer Umwandlung.
Das Gebäude wurde im Laufe des 19. Jahrhunderts weiteren Veränderungen unterzogen, die sowohl den Glockenturm, die Kuppel, die Kruzifixkapelle als auch den Innenraum betrafen. Aus dieser Zeit stammt auch die Fassade, die am 26. August 1889, dem Tag des Festes des hl. Alexanders, geweiht wurde.

## Bauwerk
Die Fassade der Kathedrale wurde zwischen 1866 und 1889 aus weißem Marmor von Angelo Bonicelli erbaut. Von der Piazza del Duomo führt eine rote Granittreppe von Boveno hinauf. Im unteren Teil werden die drei Bögen des Portikus von Säulen getragen. Die Seitenschiffe des Portikus sind mit einer kleinen Kuppel verziert, die innen mit Fresken ausgestattet sind und außen jeweils von einer Bronzestatue überragt werden. Der obere Teil der Fassade ist giebelförmig, mit einem großen rechteckigen Fenster, das zwischen zwei korinthischen Säulen eingerahmt ist; den Abschluss bildet ein dreieckiges Tympanon.
Die 1829 fertiggestellte Vierungskuppel, die bereits 1853 einer statischen Restaurierung unterzogen wurde, hat einen hohen Tambour mit rechteckigen Fenstern. Über seinem Kupferdach steht eine Statue des heiligen Alexander als Fahnenträger (Carlo Broggi, 1851). Unter dem Portikus des Palazzo della Ragione befindet sich der Zugang zum archäologischen Bereich, der die verschiedenen Phasen der Geschichte der Basilika seit der frühchristlichen Zeit darstellt.
Links von der Apsis steht der Glockenturm, der 1690 erbaut und 1850 erhöht wurde. Der Glockenturm öffnet sich an jeder der vier Seiten des Glockenturms mit einem großen runden Spitzbogenfenster und beherbergt ein Geläut mit sechs Glocken.
In der Apsis des Chores zeigt ein Wandgemälde von Tiepolo aus dem Jahr 1745 das Martyrium des Bischofs San Giovanni. Das Chorgestühl von 1695 ist mit aufwändigen Schnitzarbeiten geschmückt.
In der Cappella del Crocifisso (Kapelle des Kreuzes) an der Nordseite des Längsschiffes wird ein Kruzifix aus dem 16. Jahrhundert aufbewahrt. Sie dient als Sakramentskapelle.
In der Krypta unter dem Chor ruhen bischöfliche Sarkophage. Eine Gedenktafel verzeichnet 84 Bischöfe von Bergamo beginnend mit dem hl. Narnus (4. Jahrhundert) und dem hl. Viator (343–344) bis 2009.

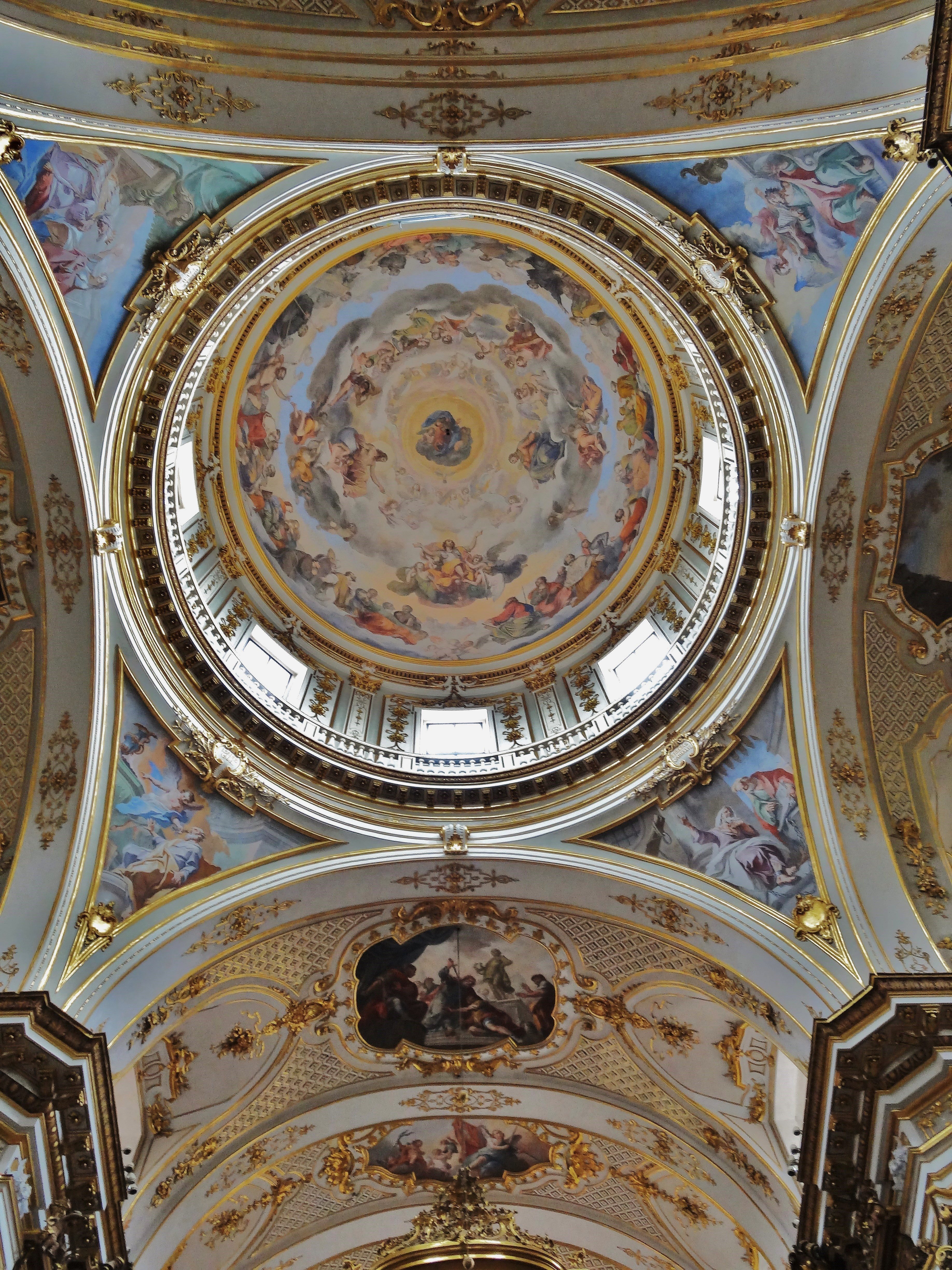
Blick in die Kuppel des Domes
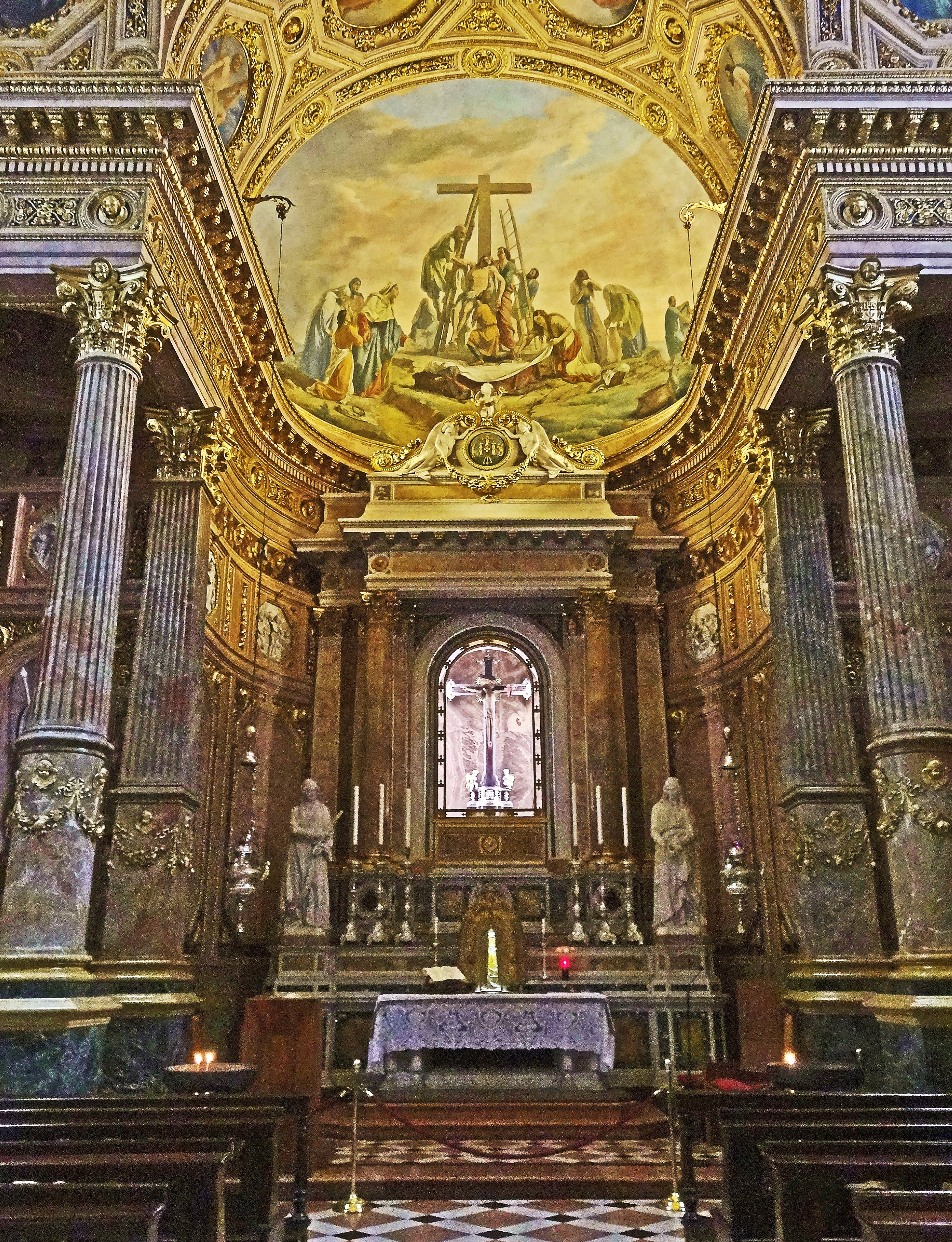
Die Kapelle des Kreuzes
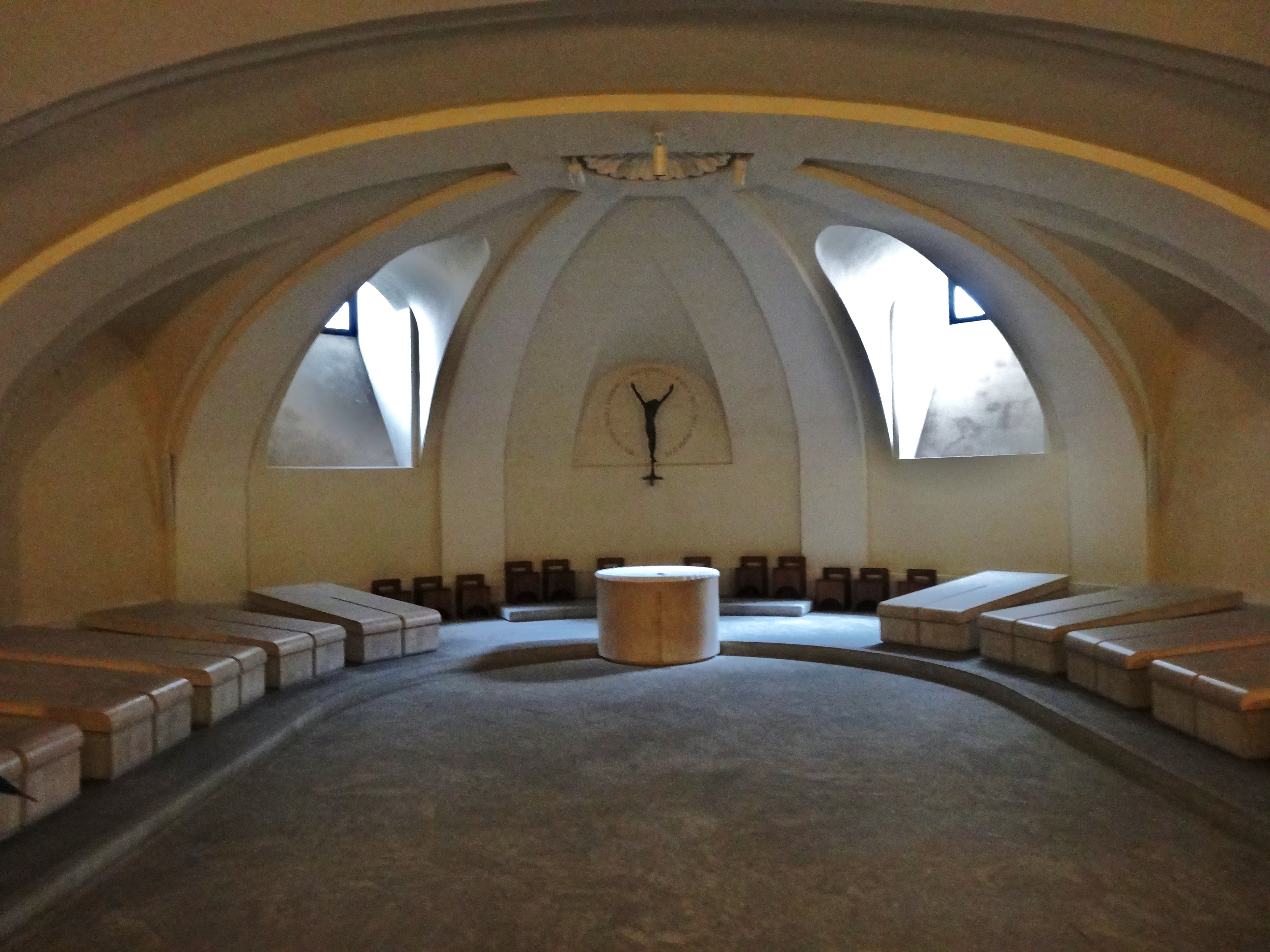
Die Bischofsgruft unter dem Chor

Vom rechten Querschiff gelangt man in die Kapelle des hl. Papstes Johannes XXIII. mit einer Bronzestatue und Reliquien des Papstes.

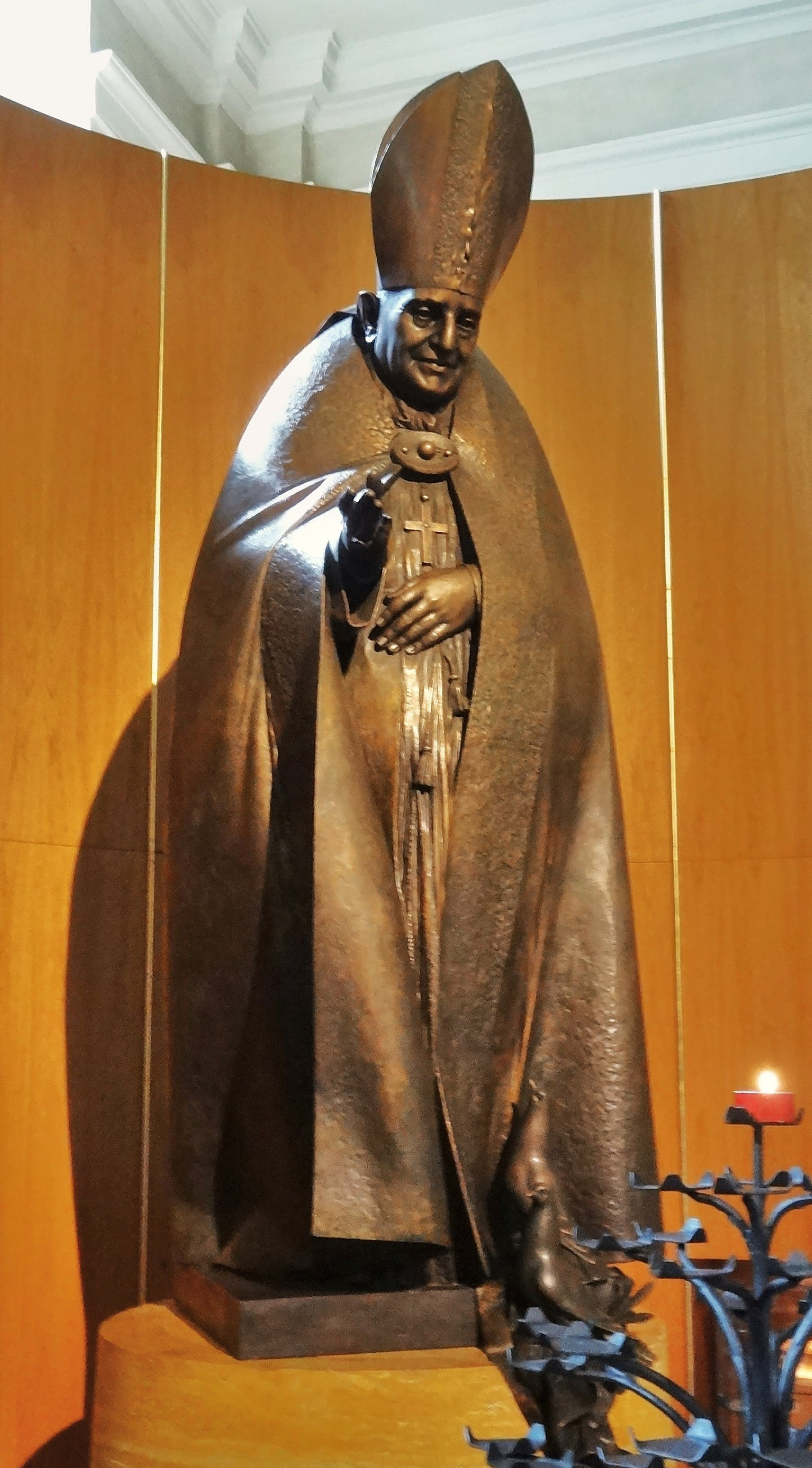
Bronzestatue von Johannes XXIII.
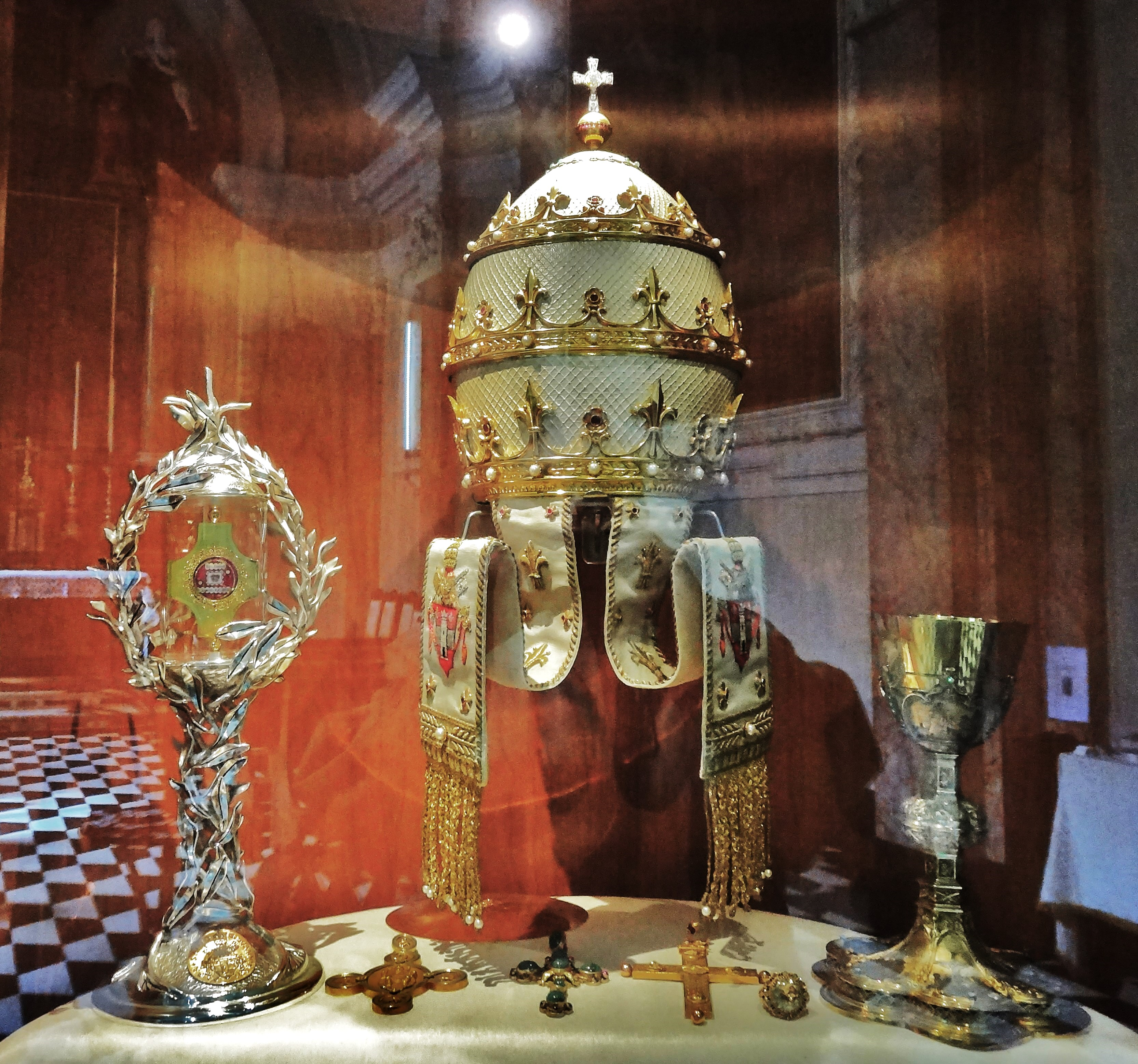
Reliquien von Johannes XXIII.

### Orgel

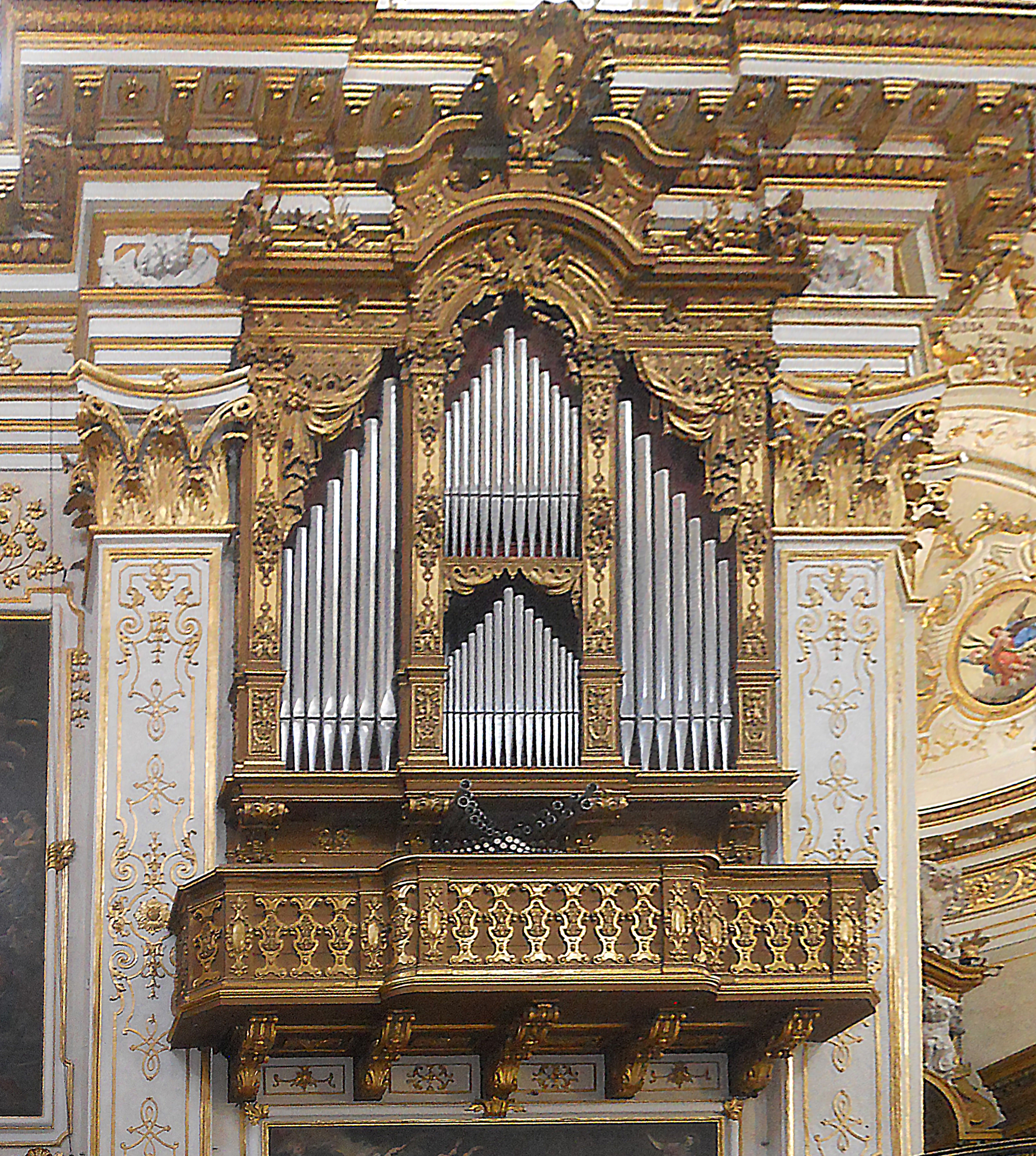
Blick auf die Hauptorgel

In der Kathedrale gibt es mehrere Orgeln. Die Hauptorgel wurde 2009 bis 2010 von dem Orgelbauer Pietro Corna erbaut. In dem Instrument wurde Pfeifenmaterial und auch der Spieltisch der Vorgängerorgel aus dem Jahre 1943, erbaut von dem Orgelbauer Balbiani-Vegezzi Bossi, wiederverwendet. Das Instrument lässt sich von zwei Spieltischen aus anspielen.
| I Grand'Organo C–c4 |                 |        |
| 1.                  | Bordone         | 16'    |
| 2.                  | Principale      | 08'    |
| 3.                  | Flauto Armonico | 08'    |
| 4.                  | Fugara          | 08'    |
| 5.                  | Ottava          | 04'    |
| 6.                  | Flauto a camino | 04'    |
| 7.                  | Duodecima       | 02 ⁄3' |
| 8.                  | Quintadecima    | 02'    |
| 9.                  | Ripieno V       |        |
| 10.                 | Cromorno        | 16'    |
| 11.                 | Tromba dolce    | 08'    |

| II Positivo C–c4 |                    |    |
| 12.              | Quintadena         | 8' |
| 13.              | Bordone            | 8' |
| 14.              | Gamba              | 8' |
| 15.              | Vox Angelica       | 8' |
| 16.              | Flauto ottavi ante | 4' |
| 17.              | Corno Camoscio     | 2' |
| 18.              | Mixtur III         |    |
| 19.              | Cromorno           | 8' |

| III Resonance C–c4 |                   |        |
| 20.                | Diapason          | 8'     |
| 21.                | Corno di notte    | 4'     |
| 22.                | Nazardo           | 2 ⁄3'  |
| 23.                | Quarta di Nazardo | 2'     |
| 24.                | Terza             | 1 3⁄5' |
| 25.                | Quinta            | 1 ⁄3'  |
| 26.                | Settima           | 1 ⁄7'  |
| 27.                | Tromba en chamade | 8'     |
| 28.                | Regale en chamade | 4'/16' |

| Recitativo espressivo C–c4 (frei koppelbar) |                 |     |
| 29.                                         | Contra Viola    | 16' |
| 30.                                         | Bordone amabile | 08' |
| 31.                                         | Viola di Gamba  | 08' |
| 32.                                         | Coro Celeste IV |     |
| 33.                                         | Salicet         | 04' |
| 34.                                         | Corno Inglese   | 16' |
| 35.                                         | Oboe d’Amore    | 08' |
| 36.                                         | Clarinetto      | 08' |
|                                             | Tremolo         |     |
| 37.                                         | Contra Viola    | 16' |
| 38.                                         | Corno Inglese   | 16' |
| 39.                                         | Grandi Armonici |     |

| Pedale C–g1 |              |         |
| 40.         | Principale   | 16'     |
| 41.         | Subbasso     | 16'     |
| 42.         | Gran Quinta  | 10 2⁄3' |
| 43.         | Bordone      | 08'     |
| 44.         | Violone      | 08'     |
| 45.         | Bordoncino   | 04'     |
| 46.         | Trombone     | 16'     |
| 47.         | Tromba dolce | 08'     |
| 48.         | Cromorno     | 04'     |